# 东北剿匪总司令部
东北剿匪总司令部，简称东北剿总，是中国东北地区的剿匪总司令部，于1948年1月17日在蒋介石的命令下于沈阳成立，卫立煌任总司令。辽沈战役前，东北剿总下辖正规军4个兵团14个军44个师，总兵力达到55万人。1948年11月16日因锦州会战失败，东北剿匪总司令部宣布撤销。

## 机构沿革
1945年8月，苏联发起八月风暴行动，8月15日，日本无条件投降。此后，中华民国政府和中国共产党开始争夺中国东北地区的控制权。10月16日奉命成立东北九省保安司令长官部（东北保安司令长官部），隶属于国民政府军事委员会委员长东北行营，行营主任熊式辉掌握东北地区的整个政治、经济、外交大权。关麟徵为首任司令长官。因龙云对第五集团军总司令兼昆明防守司令官杜聿明奉蒋介石之命缴了龙云的武装，逼龙云下台不满，蒋介石发表关麟徵为云南全省警备总司令，而将杜聿明调为东北保安司令长官，率昆明防守司令部（1945年5月1日第5集团军番号撤销改为此机构）人员于1945年10月30日由重庆经停武汉傍晚飞抵北平，一起到“东来顺”吃“涮羊肉”，在北平住了一晚，第二天早上到天津，乘专用列车作为东北保安长官部的指挥车。在秦皇岛成立司令部，副司令梁华盛中将，参谋长赵家骧中将。11月16日出关，占领锦州。
1946年8月22日東北行營改稱國民政府主席東北行轅。1947年1月1日，內部機構改設主任辦公室，第一、二、三、四、總務、經理、軍法、新聞等八處。
1947年4月，蒋介石采纳杜聿明的指控，撤销孙立人新一军军长职。
1947年8月3日，在魏德迈考察东北前夕，美国驻华助理武官巴大维上校致魏德迈备忘录表示：熊式辉、杜聿明不仅无能，且互相勾心斗角，强烈建议魏德迈向国民政府提请将此二人免职。8月6日，在沈阳机场，魏德迈明确告知刚刚抵达沈阳的陈诚：熊式辉与杜聿明必须立即撤职，他们的腐败与无能，使国民政府在东北丧尽民心、军心；驻东北的国民党军队犯有劫掠罪行。在返回南京后，魏德迈明确告知蒋介石：在东北，调查团的访谈对象，都是经过熊、杜二人刻意安排的，他们诱导调查团的考察方向，竭力回避于己不利的问题，其表演极为拙劣，其中尤以熊式辉最为明显。蒋介石下定决心罢免熊、杜职务后，属意的第一人选是北平行辕主任李宗仁；在整个8月间，陈诚衔命三赴北平，请李宗仁兼掌东北行辕。李宗仁拒绝兼掌东北后，陈诚又向蒋介石推荐白崇禧出任东北行辕主任；8月23日，白崇禧致电蒋介石：「东北环境，职知之甚深；东北形势，更为中外所重视，职有自知之明，决不能胜此重任，请另委贤能；职并非畏难苟安，曾经考虑再三，方敢出此。望钧座慎重考虑，并恳宥其愚忱而宽恕之。」1947年8月28日，国民政府正式宣布：
1. 解除东北行辕主任熊式辉职务；
2. 撤销东北保安司令长官部；
3. 参谋总长陈诚出任东北行辕主任。

1947年9月1日上午，参谋总长陈诚由南京飞抵沈阳，就任东北行辕主任。调青年军训练总监罗卓英为东北行辕副主任调中央军官训练团副教育长、郑洞国任东北行辕副主任、董英斌任东北行辕参谋长，陈诚在保定军校炮科八期时的步科第1队队长楚溪春任总参议兼沈阳防守司令官。计划从关内抽调5个整编师和1个炮兵团。驻苏北的王铁汉第四十九军一个军调往东北，由2个旅6个团扩编为3个师9个团，1947年12月底第49军在辽西失败后，陈诚又调第五十四军来辽西。1947年11月1日，東北行轅政治委员会、經濟委員會合併組成東北行轅政務委員會。該會代表行政院處理東北政務，下轄九省二市，對行政院所屬部（會、局）在東北行政事業機關給予指導、監督。
由于东北秋季攻势、东北冬季攻势陈诚惨败，1948年1月17日，國民政府特派衛立煌為東北行轅副主任、东北行辕代理主任、东北行辕政务委员会代理主任委员、东北剿匪总司令部（简称“東北剿總”）總司令。:8493駐瀋陽，受國防部及東北行轅指導。:171948年1月22日，衛立煌飞抵沈阳就任。卫立煌接触东北国军后得出结论：沈阳只可抽调七个师出援各地，而这七个师缺额甚多，其中五个美械师的弹药不足一个基数:28。2月22日，蒋介石命令沈阳国军打通北宁路，并乘机将主力收缩至锦州:42。3月14日，林彪计划东北冬季攻势结束后：“我主力在四平周围整训并防堵长春敌人向南撤退，与南面敌人北上接应。小部在北宁路及营口到沈阳之线尽量诱敌出来恢复此两线，以造成尔后作战上有利条件。”林彪断定沈阳国军必将打通北宁路，并作出相应歼敌部署。对此，毛泽东表示同意。不过，卫立煌识破了林彪的意图：“东北解放军主力，就位于辽北与辽西地区，监视沈阳和长春部队的行动；如果沈阳主力单独出辽西向锦州撤退，背辽河、新开河与饶阳河三条大水侧敌行动，有被解放军层层截断、分别包围被歼的危险。”:104蒋介石多次下令沈阳国军打通北宁路，均遭到卫立煌回绝。
1948年3月13日国民政府公布《东北剿匪总司令部组织规程》。
1948年4月，林彪拟定了北上长春作战、围城打援方案，对于援敌，林彪分析有两种情形，一是沈阳国民党军单独北上，二是锦州与沈阳两地国民党军联合北上。对于前者，林彪认为“较易应付”，而后者“则使我军攻城和打援皆发生严重困难”。:531948年5月19日，國民政府撤銷各地行轅改为行政长官公署。:86056月1日完成東北行轅之職權與業務歸並東北剿匪總司令部。:8605東北行轅政務委員會改稱東北剿匪總司令部政務委員會。兵力方面重新組建在东北1947年冬季战役中被消滅的新编第五军，新編成新编第八军，使正規部隊達14個軍約48萬。原華北剿總和東北剿總共同指揮之冀辽热边区司令部，改稱錦州指揮所，並歸東北剿總單獨指揮，由范漢傑任指揮所主任，指揮第六兵團共4個軍14個師，連同地方部隊約15萬人，防守義縣至山海關一線，重點防守錦州、錦西、葫蘆島，保障東北與華北之聯繫。衛立煌親自指揮第八兵團、第九兵團共8個軍24個師，連同地方部隊約30萬人，防守瀋陽及撫順、本溪、遼陽等地，作為防禦中心。由東北剿總副司令兼第一兵團司令鄭洞國指揮第一兵團2個軍6個師，連同地方部隊約10萬人守長春，牽制解放軍主力。
5月下旬开始的长春外围作战中，东北野战军损失2100多人，未达到预期目的。7月20日东北局召开会议讨论，认为继续攻打长春有两个顾虑：一是以7个纵队攻城，兵力不足敌人3倍，无法形成攻坚作战的绝对优势，有可能重演1947年6月攻打四平战役失利的一幕；二是“估计在我主力投入纵深战斗后，沈阳之敌仍以新一军、新六军为骨干，从铁岭出发，以十五万人左右的兵力，采取集中行动北上增援。锦州之敌亦有可能出动两个军经沈阳、铁岭北上增援或进驻沈阳，使沈阳敌能抽出共约二十万左右的兵力北上增援”。会议认为，东北野战军只能抽调四个纵队参加阻援；阻援部队“只能迟滞和部分歼灭敌人，不可能全歼和阻住敌人。如届时我攻城军还未能拿下长春，又因消耗甚大不能转入打援，则援敌与守敌可能会合，则我军即会被迫撤出战斗，这种可能性是很大的”。会议得出结论：长春作战“带着很大的勉强性和冒险性，如不成功，则影响今后作战太大”。鉴于上述顾虑，东北局建议放弃长春作战。:72—74毛泽东随即同意，指示东北野战军南下发起锦州战役。由于放弃长春战役计划，东北野战军在冬季攻势结束后有6个月无仗可打。卫立煌没有单独使用沈阳国军救援长春的打算，建议由关内增兵锦州，打通北宁路后北上长春:104。蒋介石迟迟未同意，卫立煌又建议国军“放弃锦州，退守锦西机场及葫芦岛海港”，并从中“抽出七个师由葫芦岛海运营口登陆”，经“沈阳北上迎接长春突围”。
遼瀋戰役前，東北剿總已下轄4個兵團14個軍44個師（旅），總兵力55萬人。卫立煌反对动用沈阳国军单独解围锦州：“目前解放军有力部队在遼西走廊彰武、新立屯一带地区，如沈阳出兵，中途必遭覆灭，正中解放军围城打援之计。”，判断东北野战军真正目的不是攻取锦州，而是吸引沈阳国民党军出动并消灭之。有鉴于此，卫立煌提议先由关内调派军队解围锦州，之后沈阳主力再行西进与之会师:109。廖耀湘也认为：“解放军可能围城打援。沈阳主力如单独西出，背三条大河，侧敌前进以增援锦州，更有被节节截断、分别包围、各个击破的危险。”:106受沈阳国军将领影响，蒋介石策划西进兵团迂回救援：不是沿北宁路直接南下，而是向沈阳西及西北方向进军，首先占领彰武、新立屯两地:143，截断东北野战军后方补给线，之后经阜新到义县，协同锦西方向的东进兵团，在锦州附近给予东北野战军以歼灭性打击。这一方案旨在规避东北野战军“围城打援”风险，仍遭到卫立煌等人反对。因此，西进兵团行军缓慢，在锦州战役结束时尚距150公里之遥。卫立煌虽然反对由沈阳出兵，但在蒋介石尚未决定由关内增兵前，卫由沈阳空运派遣第四十九军至锦州，并向参谋总长顾祝同建议放弃锦州退守锦西。实际上，锦州战役结束后，林彪放弃歼灭锦西的东进兵团时认为该地无法展开兵力围攻：“我军阵地与锦西敌原有阵地已成对峙状态，我军无法在两阵地间打出去。故决对锦西方面继续采取坚守方针”“如我攻锦西，须准备海岸边与敌十二个师作战，地区狭隘，我兵力用不上，敌则扼原有强固工事抵抗，战斗不能很快解决。”:197、216蒋介石于10月1日决定增兵东北后，卫立煌立刻在葫芦岛设立指挥所，派亲信将领陈铁、彭杰如为正、副主任，统一指挥由锦西国军和关内援军组成的东进兵团。锦州战役和塔山阻击战正酣时，林彪最担心的仍是沈阳出援的国军，断言“敌宁可放弃沈阳，而必保持和恢复锦州”:147。
但衛立煌未能執行中華民國軍事決策部門作出的撤出瀋陽，集中兵力於錦州，以待國際形勢變化的策略，導致錦州被林彪統領的東北野戰軍急進搶占，從此扼住東北咽喉，中國共產黨從此掌握戰事主動權。因此，蔣中正又派遣徐州剿總副總司令兼第二兵團司令官杜聿明為東北剿總副總司令兼冀辽热边区司令部，事實上剝奪了衛的戰場指揮權。
10月15日锦州战役结束后，国军内部围绕西进兵团去向产生争论。卫立煌和西进兵团司令官廖耀湘均断定，锦州地区东北野战军主力必将北上寻歼该兵团。卫立煌建议西进兵团返回沈阳，廖耀湘则主张南下营口经海路撤出东北:126，二人意见相左，但目的都是为规避东北野战军主力，以保存实力。然而蒋介石却执意重占锦州。由于分歧一时无法弥合，西进兵团徘徊于新立屯、彰武地区。直至10月21日，蒋介石让步，允准西进兵团南下锦州遇阻后转赴营口；而卫立煌不改初衷，指示工兵在辽河上架设浮桥，以备撤退营口不利时回师沈阳。林彪认为西进兵团不会继续南下锦州:1038，“有随时缩回沈阳的可能”:216，准备采用“诱敌深入”办法，引诱西进兵团南下并歼灭之。10月20日，林彪下令东北野战军主力北上迎战西进兵团，并强调：“此次大战全局关键在于是否能截断新立屯、彰武之敌的退路”:224，没有料到对手还有可能转向营口。10月22日，廖耀湘率西进兵团南下黑山、打虎山，拉开辽西会战序幕。23日晚间，因作战不利，廖耀湘决定放弃重占锦州，主力继续进攻黑山的同时，一部兵力转向营口。卫立煌勉强认可，指示西进兵团万不得已时可退回沈阳。:13323日当天，林彪命令各部队加速前进，在黑山、打虎山以北、新立屯以南地区建立包围圈，其中一半兵力部署于北线新立屯方向:1050，防备西进兵团在遭到围攻后退回沈阳，没有及时捕捉到西进兵团改向营口的最新动向。10月25日解放军辽南独立第二师、第八纵队与西进兵团撤往营口的先头部队第四十九军遭遇。得到报告后，林彪判断西进兵团“有改变决心，转向辽中或台安退营口的可能”，迅速调整部署，督促主力赶赴黑山、打虎山:621、539、239。25日当天，第四十九军攻击前往营口受阻后，军长郑庭笈没有报告廖耀湘而是越级请示卫立煌。25日下午5时，卫立煌命令该军连同附近核心主力第十四师、新编第二十二师撤回沈阳，卫立煌却没有及时通报廖耀湘。第十四师执行卫立煌的命令刚刚行动即于26日凌晨4时与奉命南下打虎山阻止西进兵团撤军营口的在在北宁铁路的厉家窝棚车站东北野战军第六纵队遭遇:1056。26日中午林彪判断西进兵团准备退回沈阳:528，遂再一次调整包围圈部署在黑山和打虎山以东、厉家窝棚以西地区:1056。26日傍晚，廖耀湘才获知第四十九军没有打通退往营口的通道并卫立煌关于回师沈阳的正式建议。廖耀湘改变计划，全军分走两路退回沈阳，一路沿北宁路直接北上，另一路东渡辽河后再转向北:143—144。林彪未料到对方除直接北上外还选择了东渡辽河迂回北上，27日得报东北野战军一部与西进兵团东进部队遭遇后，林彪认为西进兵团在北宁路遭遇第六纵队阻击后“有向台安方向突围模样”:243目的地是营口。此时东北野战军与西进兵团陷入混战，彼此建制大乱，已无法再次调整部署。28日拂晓，东北野战军全歼西进兵团。林彪在辽西会战后总结：“如果按卫立煌之办法，锦州一被打下，（西进兵团）即缩回新民或退守沈阳，可以不致失败到如此之快。”:267
1948年11月10日，蒋介石发布命令，将卫立煌撤职查办，罪名是“在此次辽西会战中，因对于指挥部署迟疑不决，致贻误战机，失陷重镇”1948年11月16日，因錦州會戰失敗，東北剿總宣佈撤銷。1948年12月25日，中共公布国民党43名战犯名单，卫立煌位列第13名。

## 杜聿明东北保安司令长官部
- 司令长官：杜聿明中将
- 副司令长官：郑洞国中将、梁华盛中将、孙立人中将、马占山上将
- 参谋长：赵家骧中将
  - 副参谋长：范玉书中将、李耀慈少将（原第二处处长）、李汉萍少将
  - 第一处少将处长：冯恺/刘伯中（黄埔八期，后任暂编第52师师长），上校副处长李剑虹
    - 第一课课长李剑虹兼
    - 第二课课长姚如圭中校

  - 督察处（国防部保密局东北督导室）驻沈阳义光街四段46号 处长文强 副处长陈旭东 余秀豪 荆有章 陈仙洲 王力 
    - 秘书陈泽如 助理秘书 遽庆德、蒋膏生
    - 督察 孙海
    - 军法官 罗子陨
    - 人事科长 徐哲甫
    - 情报科长 袁士举/董承烈
    - 电讯科长 王允吉
    - 总务科长 蒋膏生/王维善
    - 会计科长 张璜/李彦
    - 军医 于得彩
    - 督察大队长 刘惠民/文子瞻

  - 第二处少将处长：吴宝云（1947年任暂编50师师长，升冀辽热边区参谋长，徐州剿总副参谋长）/张树勋
    - 情报课课长张连筠中校
    - 防谍课科长甲德勋上校
    - 警卫组
    - 电讯总台
    - 情报大队：大队长张树勋，副大队长龙士骏、鲁昌文。设辽东、辽南、辽西、辽北、松北（驻长春）、热河（驻义县）情报组。
    - 反谍工作大队：大队长于滋霖。即青年军东北训导总队第七大队。
    - 特情人员干部训练班
    - 青年军东北训导总队：教育长、1947年1月至10月任总队长王认曲中将（黄埔一期）

  - 第三处（参谋处）处长：刘伯中（黄埔八期，后任暂编第52师师长）/姜汉卿，少将副处长李定陆
    - 作战课课长：王廷宜/邓锡光（黄埔第十二期，后任徐州剿总前进指挥部第三处少将处长）
    - 第二课课长： 万铁殷

  - 第四处（后勤补给）处长：李贤/郝家骏，上校副处长 王佩玺
    - 第一课课长王佩玺兼
    - 第二课课长陈奇

  - 副官处：郑平/黎埙
    - 第一课课长 林显强
    - 第二课课长 江乐山

  - 卫生处：林立/曾济仁
    - 医务课课长 禇振芝

  - 军法处：李荫春/尤开运
  - 经理处/军需监处 处长徐志川
    - 第一课课长 冯石如
    - 第二课课长姚梦杰
    - 第三课课长刘甲林

  - 交通处处长 杨运， 副处长 徐庆森
    - 第一课课长 贾席璋

  - 兵站司令部：蒋瑞清
  - 特务团少将团长叶敬
- 政治部
  - 少将主任：宋文彬(1945.5任)
  - 少将主任，1947年6月政治部改称新闻处（政工处）处长魏鴻緒、国民党中央宣传部驻东北特派员、东北行辕新闻处长兼《中苏日报》社长：余纪忠少将
  - 一组：负责军队政工。组长徐熙良/政治部少将督察葛佩琦兼国民党中央宣传部东北特派员办事处的组长
  - 二组： 组长洪同
  - 三组： 组长王宜昌
  - 人事科： 科长汤道福
  - 总务组：组长施应庭
  - 东北联合通讯社中方社长：王书鼐上校督察（兼任沈阳警备司令部政治部副主任）
  - 《中苏日报》社：社长余纪忠少将兼。总编辑贺逸文[16]。1946年3月5日创刊。日销3000份，加上赠阅，每期发行约5000份。自1946年8月1日起增加半张，每日出版对开一张半，共六版，新增综合性文艺副刊《白山黑水》，原有副刊《东北风》改为社会服务性，解答读者问题。另辟《有话大家说》栏目，发表读者来信。销量突破一万份。由于余纪忠是太子系骨干，与主政东北的政学系的熊式辉、张嘉璈矛盾很大，《中苏日报》通过批评東北流通券、东北的粮食、煤炭等经济政策，揭露行政院善後救濟總署东北分署的《救济总署趣闻》，内容仅60余字：“行政院善后救济总署沈阳分署所属官员每周可领到五磅克宁奶粉一听，骆驼牌烟一条，每人并发给罗斯福布（即涤卡，当时是美国新产品）五米。人们传说救人先救己云。”在社会上引起强烈反响，时人讥讽“救己总署”[17]，每期发行达到5万份。1947年10月，《中苏日报》并入沈阳版《中央日报》，实际上原《中央日报》的社长、总编辑均被免职，合并后的新社长仍为余纪忠。[18]1947年10月29日，陈诚致电蒋抄发《东北驻军违犯纪律情形报告》，揭露上至杜聿明、郑洞国、赵家骧，下至新一军、五十二军的各种腐败贪污、生活放浪、抢劫挪占、走私经商之事。其中“（十一）隐匿物资  余纪忠接办之中苏联谊社及《中苏日报》之印刷机器，造纸厂之物质甚多，均有隐匿舞弊情事。以致引起东北人士之公愤。”
  - 外事处/日侨俘管理处 处长余纪忠兼/半月后改为李修业少将，副处长：刘佩伟、齐云阶、彭克复。在锦州出版一份四开四版日文报纸《东北导报》。该报于1946年3月7日创刊发行，一直刊发到1947年9月5日。每3日刊出一期，专门刊登与遣返日侨俘相关的消息。美军遣返东北日侨联络处代表团，米特雷斯少校为团长。有各级官佐200余人，又从党政军各界抽调300多人，全处计有工作人员500多人。管理处下设若干待遣站、检查站，分别驻在长春、抚顺、四平、鞍山等地。锦州设总检查站（又称中转站）。锦西设终点检查站（又称终点转运站）。具体负责接待转运日侨，以及安全检查等项事宜。葫芦岛大遣返前夕，滞留东北日侨总数约为151．4万人。其中分布在国民党统治区的日侨俘约有90余万人，分布在共产党领导的解放区里的日侨约有33万多人，分布在大连、旅顺等苏军管理区内的日侨约有27万多人。日侨多是些商人、小贩、职员和部分科技人员。其中妇女约占70％，儿童约占20％，老人约占5％，余下者才是青壮年男人。在锦州、沈阳、长春等地，经受害人指认纠查出来的有血债的日本人计有30余人。遣返顺序按划定的锦州、沈阳、四平、长春、营口5个中心区依次进行。共产党控制区的日侨俘，交接地点确定在吉林的老少沟和永吉，另以开通和舒兰为预备交接点。锦州北大营为中转站，锦西张蒋屯为终点转运站。沿途各站由地方政府提供生活用品。在锦西设有临时医院，并且专设妇产科。美国海军驻葫芦岛基地司令部，把凡能集中的日本海轮都调到葫芦岛港，同时把太平洋海域的一部分运输舰也调集过来，计约120余艘轮船。1946年5月7日上午，两艘装载着2489名日侨的美国轮船驶离了葫芦岛港。他们作为第一批遣返归国的“引扬人”。东北行辕及东北保安司令长官部，又从辽宁省各界，临时抽调100多名青年干部，全部授予尉官军衔，成立港口统一检查署，开赴锦州、锦西两地，负责遣返中的督察、纠查工作。1946年11月27日，最后一艘载运日侨俘的轮船“第一大海丸”即将离开葫芦岛港。葫芦岛大遣返历时6个月，遣返日侨俘计达1051047人。
  - 韩侨事务处：处长王逸曙/金弘壹
- 工兵指挥部少将工兵指挥官：李贤
  - 工兵第10团团长李乐中
  - 工兵第12团团长王润章
- 炮兵指挥部少将炮兵指挥官：朱茂臻/唐保黄
  - 重炮第4、第5、第42团
  - 重迫击炮第11团团长睢鲁
- 通信兵指挥部少将指挥官
  - 通信兵第6团
  - 通信兵独立第11营营长张渠
- 总参议：黄永安中将
- 高参室 中将主任林英（黄埔一期）/张学铭，少将副主任彭璧生
- 总顾问：焦实斋中将
- 秘书长：余协中
- 补充兵训练处 少将处长韩增林， 少将副处长 郭琦
  - 训练组上校组长 洪时夫
  - 招改组上校组长 黄建鼎
  - 军械组
  - 总务组组长 贺良汉
  - 经理组组长 丁幼吾
  - 卫生组组长 刘谦
  - 政训组
- 中统东北特派员单成仪
- 《机械化》杂志社少将社长 宋文彬
- 集中训练营 少将主任刘广瑛（三青团辽宁支团干事长） 上校副主任 杨碧尘
  - 教务组组长张兆明
  - 训导组组长黄明忠
  - 总务组组长刘玉峰
- 宪兵第16团 团长沙靖
- 第三兵站总监部 总监张远滨
- 突击总队 司令马师恭
- 东北铁路警察总局及中长铁路警察局 居住冯圣法， 总局副局长陈克达、刘宏烈，长春局副局长劳冠英、孙九思
  - 警察干部教练所
  - 独立第一警察大队
  - 独立第二警察大队
  - 有线电通信大队
  - 无线电通信大队
  - 锦州区铁路警务处处长朱茂榛
  - 沈阳区铁路警务处处长杨绍任
  - 吉林区铁路警务处处长李嵩
- 交通警察总队 司令马励武
- 十三军军长石觉 副军长舒荣/黎剑鸣/任盛濂
  - 输送团 团长林栖
  - 第四师：师长骆振韶，副师长欧孝金，参谋长陈西仲
    - 第10团 团长巫剑峰
    - 第11团 团长潘如涵
    - 第12团 团长郑邦捷

  - 第五十四师师长史松泉/宋邦纬，副师长宋邦纬，参谋长易惠
    - 第160团 团长杨齐
    - 第161团 团长马鹤峰
    - 第162团 团长杨志远

  - 第八十九师师长万宅仁（后刘建章），副师长胡冠天，参谋长张树瑜
    - 第265团 团长陈玉珍
    - 第266团 团长陈宝华
    - 第267团
- 九十四军军长牟廷芳 副军长杨文瑔、杨勃，参谋长张法乾
  - 人力输送团 团长周曙初
  - 第5师 师长李则芳 副师长邱行湘 参谋长涂焕陶
    - 第13团 团长康步高
    - 第14团 团长喻天鉴
    - 第15团 团长许颙

  - 第43师 师长留光天， 副师长魏锡龄 参谋长程化龙
    - 第127团 团长黎振俍
    - 第128团 团长易希尹
    - 第129团 团长车桂春

  - 第121师 师长朱敬民 副师长韩迪 参谋长余和
    - 第361团 团长谢世钦
    - 第362团 团长陶心
    - 第363团 团长饶启尧
- 五十二军军长赵公武（后梁恺） 副军长梁恺 副军长郑明新 参谋长廖传枢
  - 辎重团 团长颜受廷
  - 第二师师长刘玉章 副师长李正谊 参谋长张孝传
    - 第4团 团长罗怒涛
    - 第5团 团长胡晋生
    - 第6团 团长平尔鸣

  - 二十五师师长刘世懋（后李正谊，胡晋生）副师长黄建墉 参谋长董魁武
    - 第73团 团长李公言
    - 第74团 团长段培德
    - 第75团 团长赵振戈

  - 一九五师师长陈林达 副师长何世雄 参谋长尹先甲
    - 第583团 团长罗宇衡
    - 第584团 团长闫资筠
    - 第585团 团长谢代蒸
- 新一军军长孙立人（后潘裕昆）
  - 新三十师师长唐守治（后文小山）
  - 新三十八师师长李鸿
  - 五十师师长潘裕昆（后杨温）
- 新六军军长廖耀湘 副军长舒适存
  - 十四师师长龙天武
  - 新二十二师师长李涛
  - 一六九师师长郑庭笈
- 青年军二〇七师师长罗又伦
- 七十一军军长陈明仁（后刘安琪，向凤武） 副军长陈泰运 副军长向凤武
  - 八十七师师长熊新民
  - 八十八师师长胡家骥（后韩增栋，彭锷）
  - 九十一师师长赵琳（后戴海容）
- 第一集团军总司令孙渡 副司令陈铁
  - 六十军军长曾泽生
    - 一八二师师长白肇学
    - 一八四师师长潘朔端
    - 暂二十一师师长陇曜

  - 九十三军军长卢浚泉（后盛家兴）辖暂十八、廿、廿二师
- 四十九军军长王铁汉辖七九师一〇五师
- 五十三军军长周福成辖116，130，22师

收编的伪军和地方团队编成十一个保安支队和三个骑兵支队： 
- 东北保安骑兵第1支队（李树藩），1946年2月收编，辖：第一团（葛风岐）、第二团（于海泉）、第三团（煳兴武），10235人，驻怀德、洮南。10月移驻四平。1947年6月5日张汉华改任司令，编入新编骑兵第一军，改为骑兵第一旅，驻昌图宝力镇。1947年10月26日，与包善一独立骑兵支队合编为新编骑兵第二旅。
- 东北保安骑兵第2支队（德惠，金赞中）金廷赞：1946年7月23日编成，支队主官尚其瑞，收编时经新一军派员点验，官兵总数为1900人，分驻长春地区之德惠和农安伏龙泉。
- 东北保安骑兵第3支队（平泉，秦靖宇）1946年8月收编，辖：第七团（石松年于1946年2月被国民党在北票收编，改番号为东北保安暂编骑兵第一团，共420 人。活动于朱碌科、四家子、建平、土城子一 带。郑子风于1946年2月被国民党收编，改番号为东北保安暂编骑兵第二团，活动于阜新、北票地区）、第八团（李魁武）、第九团（张洁轩），累计2900人，驻平泉\凌源。1947年6月5 日编入新编骑兵第二军。10月26日缩编为1个骑兵团，隶属第十三军。
- 东北保安骑兵第4支队（李治唐，多伦）
- 东北保安第1支队（北票、泌布多尔济）
- 东北保安第1支队（通辽，王华兴） 后为东北守备第一总队，总队长彭定一 ，驻铁岭，隶属第五十三军
- 东北保安第2支队：1945年12月收编，6003人，驻沈阳苏家屯，司令孔宪荣。1946年10月移驻永吉县。1947年上半年改编为步兵第二支队（假称第172师），1947年10月30日改为宪荣支队，司令刘士杰，共2170人，1948年7月被第六兵团收编。参加辽西会战。
- 东北保安第3支队：1945年11月收编建昌县刘清霖部，1500人。1946年10月移驻阜新。阜新县长韩梅村任该支队苟令，刘清霖为副司令、卢广作任参谋长，在阜新建司令部。将原七、八、九团合编为第七、八团，后将第八团编给第52军，又新建第八、九团。1947年3月，杜聿明令韩梅村带支队司令部、第八团、九团由阜新移驻凌源。韩是中共地下党工作对象，于1947年5月1日在凌源率部起义。刘清霖收集未参加起义的残部，于1948年7月改编为步兵挺进独立第二支队。
- 东北保安第4支队：1945年12月收编建昌县于大川部，共有2499人。1946年1月5日抢占了建昌，建立了“凌南县政府”、“国民党凌南县党部”，县警察大队共1500多人。1946年10月移驻凌源。1947年6月移驻绥中，计4778人，改编为步兵第四支队（假称第174师）。1947年11月4日在锦州附近大部被歼，其残部被彭树基收容，于1948年5月编入新八军暂编第55师为第3团。
- 东北保安第5支队：1946年6月收编3000人，驻通化，司令王华一（王化一）。1947年1月3日辽宁省委社会部捕获通化“第五支队”司令王华一派到临江县刺探东北民主联军情报的特务彭润亭等3人。1947年6月移驻抚顺莲岛湾、里仁屯，改编为步兵第五支队（假称第175师），司令改任刘少峰，9月12日番号撤销。
- 东北保安第6支队：1946年2月收编，驻清原，10月移驻承德，改为步兵第六支队（林栖）。司令王化南、宋邦纬、胡冠天（13军副军长）。1947年10月1日改为暂编第63师，归第十三军。
- 东北保安第7支队：（沈阳，叶敬）1946年2月收编，1409人，驻新民县，扩展到3397人，司令李振声（字子铎，1875年出生，辽宁辽阳人，奉天讲武堂毕业。1918年任奉军炮兵团长。1921年任奉天陆军第五十四旅旅长。1924年任东三省陆军第二十一旅旅长。吉林陆军训练副监总监。"九一八"事变后代理吉林边防副司令。伪吉林省长公署参议）。对外称第177师。东北秋季攻势时，1947年10月1日东北民主联军第七纵队第21师在法库全歼保安第7支队。1947年10月12日番号被撤销。后整补为东北守备第二总队，少将总队长毛芝荃，驻铁岭，隶属第五十三军。
- 东北保安第8支队：1946年5月收编，驻怀德、西安，11000人，司令王永清（河北人，1883年生，6岁时随父逃荒在梨树县定居，14岁参加清军。为匪报号“天下好”，东北军第27师骑兵三营营长、第二十五旅骑兵第三团团长、第十四师第七旅旅长、蒙边陆军骑兵第八支队少将支队长、洮辽警备骑兵第四支队少将支队长。伪满佳木斯军管区司令、热河省军管区司令，1940年春退役回乡。1946年1月辽北省保安副司令）。[19]10月减少到2281人，其步兵团1500人拨给第五保安区，所余骑兵1947年6月编入骑兵第一军，移驻法库。司令鄂城义，称178师，驻开原县中固镇。
- 东北保安第9支队（钱家店）：1946年5月收编，万余人，司令傅国政，驻长岭、开通。1946年6月，国民党张维国等50余人在双辽县建立了九支队。张维国收拢了以马东升为首的旧职员及部分思想保守的青年学生。地主分子潘清太在卧虎屯一带纠集70余人入伙，九支队主要成员陈靖又在高家炉一带收拢51人。这些人编入九支队后设副官、军需、军械、参谋及两个警卫连，下辖4个团。其中，潘清太任二五团团长，陈靖任二六团团长，张维国任二七团团长，马东升任骑兵团团长。九支队活动在双辽、科左中旗、新民等地。1946年10月，九支队受国防部命令改编为第87师第1支队，张维国任第2团团长700余人。1947年6月编入骑兵第一军，移驻法库，司令鄂城义（湖北京山人，黄埔五期步兵科，抗战时任第八十九军第117师第351团团长）。1947年11月九支队改编为陆军新编骑兵第2旅第3团。1948年11月末该骑兵团在新民县投降。
- 东北保安第10支队：1946年5月在沈阳收编，4808人。10月移驻鞍山。司令赵蕴奇（东北人，陆大干训班毕业。第一战区第二十八集团军暂编第十五军少将参谋长）。1947年6月移驻辽阳，改为第十保安区司令部。
- 东北保安第11支队：1946年5月在清原收编，5397人。10月移驻铁岭，司令改任孟吉荣（1903年生，别号华章，辽宁铁岭人。东北陆军讲武堂第七期炮科、南京陆军大学第十一期毕业。历任东北军炮兵独立第2旅排长、连长、少校参谋、副营长，第五十一军炮兵团副团长、团长，军炮兵主任。第一战区司令长官部独立炮兵团少将团长，野战防御炮旅副旅长，第一战区炮兵指挥所副指挥。1942年底中央军校炮兵科少将科长，特科总队少将炮兵科长，中央军校炮兵督练总教官。1946年合江省政府委员兼省保安司令）。1947年6月移辽阳，改为步兵第一支队(假称第171师)。1948年10月12日，编成2个团,并入暂编第54师。1948年2月9日在辽阳被歼灭。
  - 安东省保安第一支队：安东县。司令曹济民（1898一1948年），原名曹昌新，绰号“草上飞”。马家店镇珠山村人。东北讲武堂毕业。曾任华北治安军第二集团军司令部副官、华北新民会调查部部员。1945年10月受中国国民党中央组织部天津交通站李春光派遣，潜回安东县太平山，组织“地下先遣军”、“暗杀团”、“政治工作队”，1946年7月组建安东省保安第一支队，5320人。后兵力损失被缩编为一团，1947年2月与岫岩孟吉荣等部纠合改编为东北保安第十一支队，副司令兼团长曹济民，副司令卜德山。1947年6月安东县收复，逃到辽阳任暂编第54师少将副师长兼辽阳城防司令。1948年2月9日辽阳解放时被抓回安东。
- 东北保安第12支队：1946年5月在辽阳编建，司令朱广善。经第71军派员点验，官兵总数为5254人。1946年10月移驻长春。后改称保安步兵第三支队，假称第173师，新38师副师长邓士富为司令。1947年12月1日改编为暂编第61师，列入新七军建制。一说改为新七军骑兵团，团长朱广善/凌绍康。
- 东北保安独立支队 （三江口，包善一）(司令郭文通)
- 东北保安热北第1支队沁布多尔济：1945年8月15日后，沁布多尔济、宝子杰、安鹤亭等在北票组织维持会，并集中伪满军、警察、土匪1400多人成立北票卫戍司令部，沁布多尔济任司令、宝子杰任参谋长、马连登任参谋主任。1946年1月，被改编为东北保安热北第一支队，司令沁布多尔济，副司令马连登，全支队共1284人、马684匹、枪590枝。支队常驻北票街内，部队活动于小城子、黑城子、西官营子、金厂沟梁、庄头营子等地区。1946年6月，热北第一支队有3个团：第一团为骑兵是原旗警队的骨干，均为蒙古人；第二团系骑兵，为收容的小股土匪编成，为团主力；第三团为步兵，由原步兵和新参加的伪警察等编成。1947年2月，热北第一支队辖4个团，第一、二团骑兵400余人，分驻南山、三益栈、薛台子、油房沟、三家子等地；第三团步兵200余人（大部新兵），分驻于尖山子、扎兰营子一带；四团共120余人，分驻小八沟、油房沟一带；直属机炮连、警卫连住南山。1947年3月，热北第一支队一部担任北票、朝阳间铁路守备任务。6月，第一、二团活动于叶柏寿、大平房、朝阳之间，三团去扶余、小库伦方向。1947年9月，热北第一支队辖3个团，7月以后该支队被改编为骑兵三旅，调往义县地区。
- 暂编骑兵第一团(团长石松年）
- 暂编骑兵第二团(团长郑子风)
- 暂编骑兵第三团(团长陈伯昭)
- 暂编独立骑兵团(团长李治唐)
- 东北保安独立第一营(营长夏玉宣)（夏日宣）1945年11月收编，累计477人，驻昌图。
- 东北保安独立第四营(营长张为凡)1946年7月收编，共580人，编入第二保安区的第二十团。
- 东北保安独立第五营(营长魏宁)1946年7月收编，550人，编入保安第二十团。
- 东北保安独立第八营（马志良），1946年7月收编，580人，驻安东、凤城，编入安东省保安队。
- 东北保安独立第十营（武凤章），1946年7月收编，驻八面城，并入第五保安区。

1947年6月东北行营把保安部队改编为各绥靖区，下辖13个保安区，每区4团，兵力10万人，另省设保安司令部及保安团：
- 第一绥靖区：1947年5月放弃热东，退保辽西。以第一集团军总司令孙渡为第一绥靖区司令官,指挥第九十三军、第五十三军、交警第13总队、热北第一支队、保安第三、第四支队，守备锦州、热中、辽西地区
  - 东北保安第一区：驻山海关。李修业：青年军第207师少将副师长，1945年10月任东北保安司令长官部外事处少将处长。1946年12月任东北保安第1区司令兼秦榆警备司令，1947年被撤职查办。
  - 东北保安第一区（王昌南，昌黎）
  - 东北保安第十二区：1945年11月收编“铁石部队”为东北暂编保安第三总队(总队长陈天熹)，辖2个团，2613人。1946年7月改称独立第六师，1947年2月改为第十二保安区司令部。暂编第57师（隶属于第93军）。师长陈天熹。1947年10月6日夜间东北民主联军七纵队十九师和二纵队五师对彰武外围守军发起攻击，7日下午5时整向彰武县城守军发起总攻，毙伤第九十三军暂编第五十七师第一六九团官兵200多人，俘虏营长以下官兵775人。10月8日，东北民主联军第21师在第19师一个团配合下包围新立屯，经两天战斗，全歼守军暂编第57师师部及第170、第171团，共3500人。
- 第二绥靖区（后改为热西绥靖区）：石觉，兼任热河省保安司令，指挥第十三军驻承德及热河各地。
  - 热辽边区指挥部秦靖宇（东北保安骑兵第三支队）
  - 东北保安骑兵第六支队 朱邦伟
  - 东北保安暂编独立骑兵第1团李治唐。
- 第三绥靖区：第五十二军军长赵公武，兼任安东省代主席、安东省保安司令，指挥第五十二军驻安东、通化、本溪。
  - 第184师
  - 保安第一支队
  - 东北保安第二区（保安第五支队）：碱厂，司令王化兴为东北行辕高参。
  - 东北保安第六区：驻安东，后退至本溪。李耀慈为杜聿明的副参谋长；被陈诚以临阵脱逃罪名军法处决。
  - 东北保安第十三区：东北暂编保安第四总队(总队长陈家祯) 改编为东北保安第13区，驻岫岩，司令王家善。后改编为暂编第58师，隶属于第52军。师长王家善。
  - 第十一支队孟吉荣
  - 独立第八营马志良
- 第四绥靖区：廖耀湘、孙立人先后任司令官。分别指挥新六军、新一军驻长春。
  - 东北保安第四区：驻永吉，司令刘伯中。
  - 东北保安第十一区：1945年8月在冀东的伪满铁石部队之铁心部队第26团团长刘德溥将铁石部队的残部编为榆关先遣混成第一旅并自任旅长，李雪松为参谋长，驻兵冀东古冶。北国民党第9路军委任为少将师长。东北行营主任熊式辉收编为东北保安第二总队，刘德溥为少将总队长，吴耀宗任副总队长，李雪松为参谋长。总队司令部设参谋处、副官处、军需处、军医处、军械处和直属队。辖第四、第五、第六团，官兵总人数为4671人。1946年1月由冀东开赴北平，被空运至长春，司令部驻红万字会楼内。4月被歼灭。突围的刘德溥收集残部，经伊通县之大、小孤山转至双庙子。奉东北行营指示驻铁岭。5月奉命率残部重返长春，任长春警备司令部副司令，将古冶留守人员、马匹、器材运至长春。在长春重建保安第二总队，仍辖第四、五、六团。改编为东北保安第11区，驻长春，司令刘德溥。后改编为暂编第56师。师长刘德溥。
  - 保安第12支队朱广善
  - 保安第14支队马锡麟
  - 保安第15支队陈云普
  - 保安骑兵第2支队尚其悦
  - 暂编独立骑兵第2团王魁武
  - 暂编独立骑兵第3团傅德耀
  - 暂编独立骑兵第4团杜重堂
  - 保安独立第2营王珍
  - 保安独立第3营王明德
  - 保安暂编独立骑兵第4营刘治国
  - 保安暂编独立骑兵第5营关寅清
- 第五绥靖区：陈明仁，指挥第七十一军驻四平。
  - 第六师 陈天喜
  - 交警第14总队 鲍步超
  - 保安第7支队李振声
  - 保安第8支队王永清
  - 保安第9支队傅国政
  - 独立第10营武凤章
  - 保安骑兵第一支队李树藩
  - 保安骑兵第四支队包善一
- 总预备军 廖耀湘新刘军、第207师、保安第10支队（赵蕴奇）
  - 东北保安第三区（西安、傅宗良（黄埔六期炮科、新22师第65团团长、青年军207师第1旅）
- 不详：
  - 东北保安第五区（鞍山，陈膺华？）
  - 东北保安第七区：东北暂编保安第一总队(总队长王景南，原伪满第五军管区第35团团长)改编为东北保安第7区、暂编第55师（独立第三师），师长王天任。1947年6月29日在大石桥被歼灭。
  - 东北保安第九区：司令张维仁（黄埔八期，青年军第207师第621团团长）。驻鞍山
  - 东北保安第八区：司令刘建章（新22师副师长）
  - 东北保安第十区：

- 辽宁省保安司令部一保安第1、2团
- 辽北省保安司令部一保安第1、2团
- 安东省保安司令部一保安第1、2团
- 吉林省保安司令部一保安第1、2团
- 合江省保安司令部—保安第1、2团
- 嫩江省保安司令部一保安第1、2团
- 黑龙江省保安司令部一保安第1团
- 松江省保安司令部—保安第1团
- 兴安省保安司令部—保安第1团
- 热河省保安司令部—保安第1、2、3、5总队

- 交通警察第2总队：驻锦州至山海关铁路沿线。总队长余越

## 陈诚时期
陈诚上任后，大刀阔斧，将13个保安区司令部及大部分总队、支队番号全部撤銷；步兵整编为11个暂编师（暂30、暂50-59师），全部纳入国军正规军序列；两个骑兵支队扩编为三个骑兵师。11月中又成立了4个暂编师：暂60-63师。
- 暂编第30师：驻沈阳。130师副师长张儒彬晋升暂30师师长。编入第五十三军。
- 第一保安区：改编为暂编第50师，师长吴宝雲；驻山海关。编入新五军。
- 第二保安区、第九保安区改编为暂编第59师。新六军第14师参谋长梁铁豹升任暂59师师长； 编入新三军。
- 第三保安区改编为暂编第51师师长许颖、唐葆黄
- 第四保安区改编为暂编第52师师长刘伯中（黄埔八期交通科、劉詠堯胞弟）。1947年初其塔木战斗中，对所属陈团被围坐视不救，在该团被歼灭后，因“借机侵吞全团粮饷达两个月”，并且还“枉杀士兵多名”等罪状被“撤职押办”。1947年秋，东北交警总局吉林铁路警务处（辖三个警务段（相当于团）、三个独立大队 （相当于独立营）编制数千人的“护路”武装）与东北第四保安区改编的暂编第52师并编，师长李嵩（黄埔六期，俞济时的浙江保安部队出身）、副师长欧阳午（黄埔六期，宋希濂第36师出身），第一团团长胡家驹、副团长贺良汉；第二团团长周曙初、副团长王鹏；第三团团长谢绍贤、副团长熊国桢。铁路警察编为第二、三两个团，原暂52师缩编为第一团并调拨一部分轻重机枪、六零炮外，其余武器仍是原铁路警察之步枪。因而该师重火器甚少。全师约6000余人，战斗力弱。交第六十军指挥。后编入第六十军。1948年3月第六十军从吉林市撤退到长春市后，暂编52师奉命在市区以东的二道河子一带布防，左翼与守东大桥一带的182师（师长白肇学）衔接，右翼于在市东南设防的暂编21师（师长陇耀）衔接，像一个楔子被放在两个师的中间，把六十军防地分割成两半。
- 第五保安区：改编为暂编第53师师长许庚扬；编入新三军。驻沈阳。
- 第六保安区：保安第十一支队改编。再改编为暂编第54师，驻辽阳，师长马辙。1948年2月9日在辽阳被全歼。1948年3月第五十二军重建该师，师长黄建镛。后编入新八军
- 第七保安区：伪满第五军管区第35团团长王景南部改编为东北暂编保安第一总队，任总队长。后改编为东北保安第七区。再改编为暂编第55师（对外称独立第三师），师长王天任（通辽人。生于1911年6月2日。毕业于东北大学、日本陆军士官学校、陆军大学第六期、中央训练团党政班第四期。曾任第三集团军高级参谋。1941年1月21日任骑兵第三军副军长。1946年任第169师少将师长，1946年12月31日任辽北省政府委员兼中国国民党辽北省党部委员，军事调停处三人小组国方代表、组长。后任国防部少将参议。1948年国大代表。1949年任桂林的国防部突击第一总队少将总队长。去台湾后，在革命实我研究院第十五期、联战班第七期受训）。1947年6月从热河长城沿线调辽南，约3000多人，6月29日在大石桥被全歼，毙600余人，俘1800余人，东北民主联军伤亡370余人。1948年2月孙渡离任第六兵团司令官调任热河省主席，滇军另一派系的卢浚泉接任兵团司令官。孙渡派系干部和东北保安第四支队(热东建昌、凌（源）南的地主还乡团武装，支队长于大川）在锦州合编为暂编第55师，第六兵团原参谋长安守仁任师长。编入新八军。1948年10月初从锦州松山调入老城。10月8日调入锦州西南郊守备飞机场。10月13日调入市中心担任兵团预备队，师主力配置在锦州火车站以东靠近兵团部。10月14日解放军攻城，第三团团长杨应琦被炮弹炸死。10月14日下午15时，第六兵团司令官卢浚泉命令暂55师限黄昏前反击收复锦州市北部的暂18师主阵地，暂18师师长景阳和部队归暂55师指挥。安守仁和副师长梁炳芳、参谋长梁尔昌、第一团团长周宇宽、第二团副团长王鉴、第三团团长霍荣亭（热河地主还乡团改编的保安第四支队）、辎重营长庞卫国、炮兵营长邓大松决定起义投共。[20]
- 第八、第十保安区合编为暂编第60师，师长陈膺华（黄埔八期，新22师第66团团长）；驻山海关。编入新五军。
- 第二、第七、第九保安区各抽出一个团合编为暂编第30师，师长刘德裕;
- 第十一保安区：伪满铁血部队“反正”后，改称为东北挺进军混成第一旅，旅长刘德溥。1945年8月下旬，为第九路军暂编独立第一师，师长刘德溥。1945年10月，东北行营改编为东北暂编保安第2总队，总队长刘德溥。1946年1月空运长春。1946年4月14日解放长春时被全歼。后刘德溥又收罗残兵及土匪武装于1946年夏重建第二纵队。1947年1月改编为东北第十一保安区，司令刘德溥。下辖41、42、43、44等4个团，其中43团在沐石河子被全歼。其余3个团于1947年9月改编为暂编第56师。1947年秋季在范家屯一带又被歼灭1个团。1947年11月编入新七军。1948年4月在机场被歼灭近1个团。1948年5月24日第六纵队与独立第十师在长春外围大房身机场作战中歼其两个团的大部。1948年4月该师改为甲种师编制：配以原新一军留长春之武器，补充兵员，加强人事，调换干部。师长更换为张炳言。全师原为7 000余人，后剩残部两三千人，只好改为师属两团制。
- 第十二保安区：抗战胜利后，华北先遣军新编第27军（军长姜鹏飞）第9师改编为东北暂编保安第三总队、再编为暂编第6师、东北保安第12区。改编为暂编第57师，师长陈天熹。第169团在彰武被歼；另外两个团在新立屯被东野七纵歼灭。后任师长朱茂榛，参谋长李柳侠。隶属第九十三军。
- 第十三保安区：改编为暂编第五十八师，师长王家善。前身系东北暂编保安第二、第四总队,1946年4月于长春战役中被歼，4月末在铁岭重建东北暂编保安第四总队，王家善任总队长。6月3日，第四总队移驻长春整编，并担任长春守备任务。8月该总队改编为东北第十三保安区。
- 暂编第61师：1947年11月以东北保安第12支队（后改称保安第3支队）及嫩江保安队改编。成份为土匪、伪军及铁路警察。军官均换为新一军新30师所派，并有一部分南方老兵，东北兵员占80%。全师7000余人，战斗力较强于暂编第56师。师长邓士富，编入新七军。1948年5月长春外围作战中，该师第一团被歼5个连，第二团被歼7个连，共被歼12个连。
- 暂编第62师：师长刘梓皋。3个团均为中央军嫡系组建，编入新六军。
- 暂编第63师：伪满姜鹏飞冀东挺进军改编。第4师副师长欧孝全升任暂63师师长。编入第十三军。后改番号为第297师。

第52军军长赵公武立即称病请辞，由副军长梁恺代理军长；陈诚上任后，即调三青团中央干事、青年军205师师长覃异之出任52军军长。
1947年11月10日，东北行辕宣布成立三个军：
- 新三军：龙天武任军长 
  - 新六军龙天武14师：副师长许颖升任师长
  - 13军宋邦纬54师
  - 暂编59师：14师参谋长梁铁豹任师长。新六军新二十二师第六十四团团长李平升为副师长。1947年12月15日，东北冬季攻势中第二团被消灭，团长何景华被俘虏。
- 新五军：陈林达任军长
  - 52军陈林达195师：副师长谢代蒸升任师长
  - 94军留光天43师
  - 暂编54师：第六保安区司令马辙（抗战时期任第200师、第五军战车团团长）
- 新七军：李鸿任军长
  - 新一军李鸿新38师：新一军参谋长史说接任新38师师长
  - 暂编56师：原伪满铁石部队，反正后改编为东北保安第二总队，刘德溥为总队长，此次改编为正规军，仍以刘德溥任暂56师师长（不久，刘德*溥升任王铁汉第49军副军长，新七军参谋长张炳言接任师长）
  - 暂编61师：新38师副师长邓士富任暂61师师长，此次改编后，该师中下级军官全部换成原新一军军官。

对各老骨干部队补充：
- 暂编53师划归潘裕昆新一军建制，由长春市警察局长兼第五保安区司令许赓扬任师长；
- 暂编62师划归李涛新六军建制。 东北交警总局第13、第14总队编为第169师调入新六军，张羽仙任师长；这个师初为两旅四团编制。组建暂编第62师时，3个团分别是东北行辕警卫第2团（即第5军200师598团，系杜聿明自昆明带至东北）、169师4团制变3团制多出来的1个团、新六军军直工兵营搜索营和辎重营抽调官兵加上辽东师管区新兵组建的一个团。因而暂编62师是标准的中央军嫡系。原14师42团团长、东北交警总局警备师副师长刘梓皋任暂62师师长
- 暂编63师划归石觉13军建制，该部即大名鼎鼎的伪满姜鹏飞冀东挺进军，由第4师副师长欧孝全任师长；
- 暂编58师划归覃异之52军建制，该部系满伪，反正后改编为东北保安第四总队，此次改编为正规军，仍以原总队长王家善任师长；
- 秋季攻势中，53军116师覆没，周福成将暂30师番号改为116师，以53军参谋长刘德裕任师长；另征募新兵补充暂30师，张儒彬仍任该师师长。
- 暂编52师纳入60军建制，以原东北保安司令长官部三处处长刘伯中任师长，使60军恢复三个师的建制（在沈阳整训的杨朝纶所部重建184师，但转隶属卢浚泉93军）。不久，刘伯中被军统揭发贪污、侵吞军饷被革职，以吉林铁路警务处长李嵩接任师长，并将吉林铁路交警总队亦并入暂52师。

设立的兵团为：
- 第一兵团：孙渡。驻锦州。辖：
  - 第九十三军卢浚泉驻义县
    - 暂编第18师，师部率第一团驻义县，第二团驻朝阳，第三团驻锦州
    - 暂编第20师，师部率第一、第二团驻北票，第三团驻阜新
    - 暂编第22师，驻新民县
    - 暂编第57师，师部率第一团驻彰武，第二团驻哈尔套，第三团驻新立屯

  - 第六十军曾泽生驻吉林
    - 第182师，师部率第544、第546团驻吉林，第545团驻小丰满
    - 第184师，驻北镇、沟帮子整训
    - 暂编第21师，驻吉林
    - 暂编第52师，师部率第一团驻九台，第二团驻西阳，第三团驻吉林

  - 东北保安第四支队，假称第174师，驻锦西，其中一个团驻高桥
  - 交警第三总队：驻义县、朝阳之间金岭寺区段
  - 秦葫港口司令部：司令何士礼，驻葫芦岛
  - 暂编第50师
  - 暂编第60师
  - 骑兵第3师；
- 第二兵团：陈明仁/刘安祺。辖潘裕昆新一军（长春）、陈明仁71军、骑兵第1师；
- 第三兵团：周福成。驻开原。辖覃异之52军、周福成53军
- 第四兵团：廖耀湘。驻沈阳。辖李涛新六军、罗友伦青年军207师、骑兵第2师；
- 行辕直辖：
  - 驻热河石觉第13军
  - 驻锦西、锦州王铁汉第49军。

鉴于13军89师师长刘建章（原新六军新22师副师长）在13军难以立足，陈诚遂调刘建章升任新六军副军长，89师副师长胡冠天升任师长。东北秋季攻势结束后，北平行辕主任李宗仁同意将94军留光天43师留在东北
撤销原有5个绥靖区，成立沈阳、长春、松北3个绥靖公署：
- 长春绥署主任：吉林省主席梁华盛；
- 沈阳绥署主任：沈阳防守司令楚溪春；
- 松北绥署主任：原东北保安副司令长官马占山。

设立征兵机构： 
- 吉林师管区 司令李玉春
  - 吉林团管区
  - 长春团管区
- 辽东师管区 司令赵锡庆
  - 沈阳团管区
  - 辽阳团管区
- 辽西师管区 司令黄大定
  - 新民团管区
- 辽北独立团管区 司令邓殿起
- 安东独立团管区 司令康永福

12月下旬，当林彪发起冬季攻势后，蒋介石同意将胶东半岛的阙汉骞第五十四军调往东北。

## 剿总时期
- 總司令：衛立煌

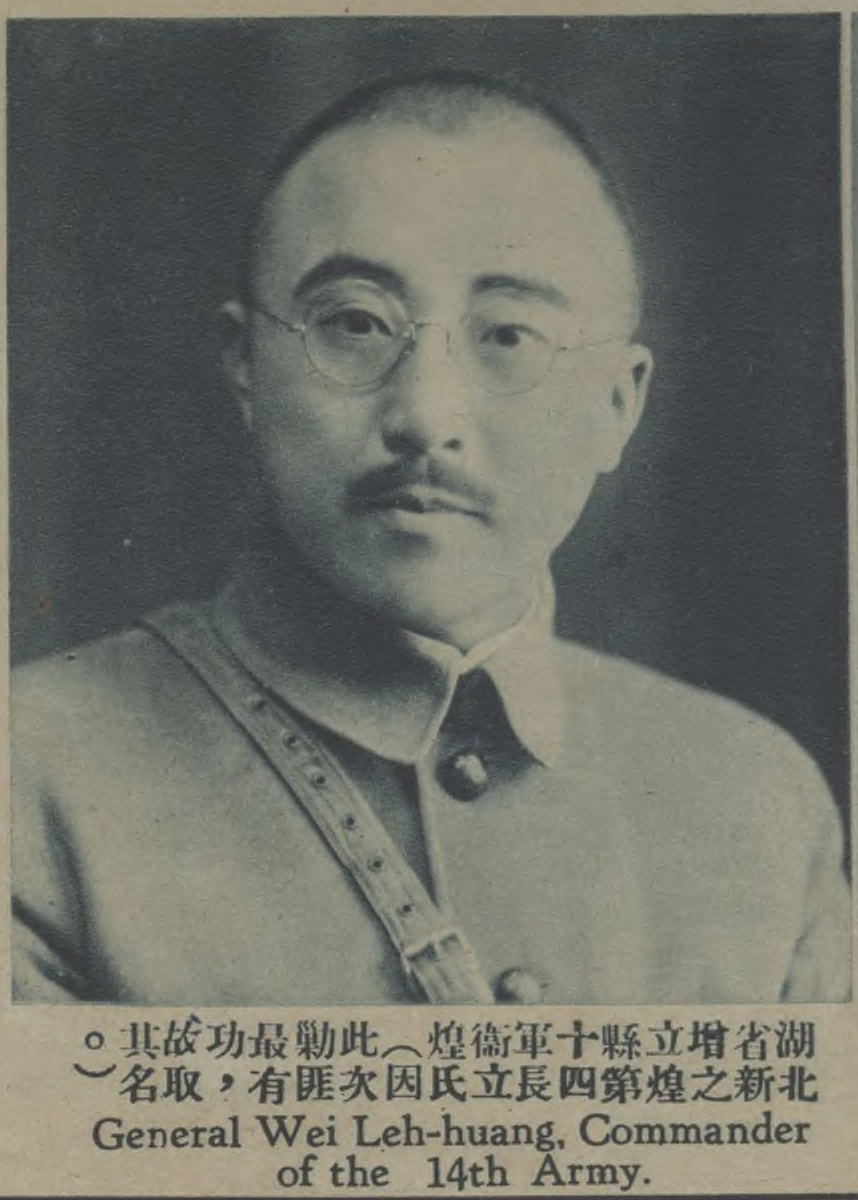
衛立煌

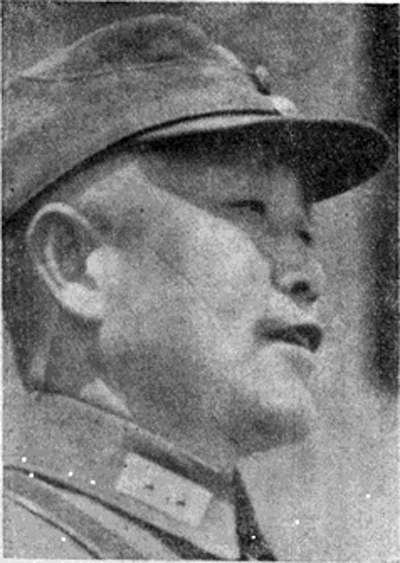
杜聿明

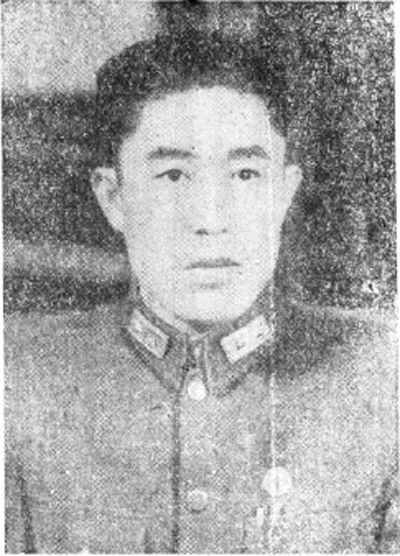
鄭洞國

- 副總司令：杜聿明、鄭洞國、范漢傑、梁華盛、孫渡、萬福麟、張作相、馬占山、陳鐵、罗卓英、董英斌
- 參謀長：趙家驤
- 副參謀長：宋子英、郝家駿、姜漢卿、袁克征、彭杰如
- 高參室主任：蘇炳文
- 第一處（人事军务）處長宋子英
- 第二處（情报）：东北行营督察处(实际是保密局东北工作督导室)、东北行辕督察处和东北行辕二处并入东北保安司命长官部第二处和东北行辕参谋处二科。處長鄭一民（郑兆一），副处长胡自立
  - 办公室
  - 军事情报科
  - 防谍保密科
  - 兵要地志科
  - 警卫组
  - 电讯支台
  - 15个谍报组
    - 第一谍报组：原为东北行辕二处第一谍报组，1947年2月成立，驻吉林，组长国致中，一九四八年三月间撤销。
    - 第二谍报组：原为东北行辕二处第二谍报组，1947年2月成立，驻新民，先后由宋代雷、陈公铭、刘无畏任组长。
    - 第三谍报组：原为东北行辕二处第三谍报组，1947年2月成立，驻长春，组长方学儒，新政权建立后被中共情报机关破获。
    - 第四谍报组：原为东北行辕二处第四谍报组，1947年2月成立，驻长春，组长吴殷强、一九四八年三月撤销。
    - 第五谍报组：原为东北行辘二处第五谍报组，1947年2月成立，驻抚顺，先后肖连仲、吴博文任组长。
    - 第六谍报组：原为东北行辕二处第六谍报组，1947年2月成立，驻铁岭，先后由金伯珩、李球（李庸，化名李益民）任组长。驻铁岭县城东大街的小桥子绸缎庄。在解放区梅河口以“盛京成衣局”为掩护设有地下情报站。
    - 第七谍报组：原为东北行辕二处第七谍报组，1947年9月由东北行辕第四情报组和东北保安司命部辽东情报搜集所合并改组而成，驻安东，后撤本溪，组长李生俊。
    - 第八谍报组：原为东北行辕二处第八谍报组，1947年2月成立，驻辽阳，先后刘廷弼、马杏林任组长。
    - 第九谍报组：原为东北行辕二处第九谍报组，1947年7月成立，驻锦州，组长刘恒信，同年九月撤销后由杨国栋重行建组。
    - 第十谍报组：原为东北行辕二处侨防组，1947年7月成立，驻沈阳，先后由翟子敏、郭中一任组长。
    - 第十一谍报组：1948年8月成立，驻铁岭新台子，组长潘租荣，同年十月撤销。
    - 第十二谍报组：1948年8月成立，驻锦州，组长李仲辅。
    - 第十三谍报组：1948年9月成立，驻锦州，组长孔群瑞。
    - 第十四谍报组：1948年8月成立，驻铁岭，组长张长清。
    - 第十五谍报组：1948年9月成立，驻新民，组长周博巩。
- 第三處（作战）：處長姜漢卿（兼）
- 第四處（交通运输）：處長郝家駿（兼）
- 總務處處長：李萬春
- 新闻处（政工處）：處長魏鴻緒
- 政工督导组中将组长侯志明
- 军法处
- 卫生处
- 剿总政务委员会（东北行辕政务委员会按原编制改称）
- 工兵指揮官：李賢
  - 工兵第十团，团长邹浩生。
  - 工兵第十二团，团长王永璋
- 炮兵指揮官：杜顯信（兼）
  - 重炮第七团，团长罗道善。
  - 重炮第十二团，团长杜显信。
  - 野炮兵第十六团，团长高德昌。
  - 重迫击炮第十一团，团长雎鲁。
- 通信指揮官胡碧華（兼）
  - 通信兵第六团，团长胡碧华。
  - 通信兵第九团，团长聂英
- 宪兵第六团，团长沙靖
- 第六补给区  司令刘耀汉
  - 辎汽第十七团，团长高莽苍。
  - 辎汽第二十五团，团长冯恺。
  - 独立铁甲车大队，队长徐士廉
- 瀋陽防守司令官梁華盛（兼）
- 錦州指揮所
  - 主任：范漢傑（兼）
  - 副主任：賀奎
  - 參謀長：唐雲山、李汝和
  - 第六兵團司令官盧浚泉，副司令官楊宏光，參謀長董漢山
    - 國民革命軍第九十三軍軍長盛家興 副军长龙泽仁，参谋长殷开本。
      - 暫編第十八師、暫編第二十師、暫編第二十二師，共9個團

  - 國民革命軍第五十四軍軍長：闕漢騫 参谋长杨中藩
    - 下轄第八師师长周文韬、第一九八師师长张纯、暂编57师（第二九一師师长朱茂榛/廖定藩），共9個團

  - 國民革命軍新編第五軍軍長劉雲瀚 副军长范玉书，参谋长裴治
    - 下轄第四十三師 (該師後撥歸國民革命軍第九十四軍建制) 、第一九五師、暂编50师（第二九三師，师长罗先之）、暫編第六十師（师长 陈膺华），共12個團

  - 國民革命軍新編第八軍軍長沈向奎 参谋长李文昭
    - 下轄第八十八師师长黄文徽、暫編第五十四師师长黄建镛、暫編第五十五師师长安守仁，共9個團

  - 暂编64师（獨立第二九六師），共3個團
  - 第79师
  - 第184师（滇军孙渡部）师长 杨朝纶
- 第一兵團司令官：鄭洞國  副司令官曾澤生、彭傑如，副参谋长杨友梅
  - 國民革命軍第六十軍軍長曾澤生 参谋长徐树民 
    - 下轄第一八二師、暫編第二十一師、暫編第五十二師，共9個團

  - 國民革命軍新編第七軍軍長李鴻 副军长史说，参谋长龙国钧
    - 下轄新編第三十八師（原屬國民革命軍新編第一軍）、暫編第五十三師、暫編第五十八師，共9個團

  - 吉林保安司令部：司令郑洞国（兼），副司令李寓春（兼），参谋长韩云五（兼）
    - 吉林保安旅旅长何大刚 副旅长陈惠民 参谋长王秉洵
      - 保安第一团团长司连福
      - 保安第二团团长邓凌光
      - 保安第三团团长文卓群

    - 保安独立大队大队长：张贯三
    - 保安骑兵营营长：陈荣久
    - 保安骑兵第一旅：旅长韩云五
      - 骑兵第一团团长史振铨
      - 骑兵第二团团长黎占鳌

    - 保安骑兵第二旅：旅长杨友梅（兼）
      - 骑兵第一团团长孙璞
      - 骑兵第二团团长王魁武

  - 吉林师管区司令部：司令李寓春 副司令方传进 参谋长胡冠华
    - 永吉团管区 司令周振声
    - 长春团管区 司令李树桂 副司令陈烈新

  - 兵团直属特务团，团长龚次言
- 第八兵團司令官：周福成  參謀長：蔣希斌
  - 國民革命軍第五十三軍軍長：周福成 副军长：赵镇藩，参谋长：郭业儒
    - 下轄第一一六師师长刘德裕、第一三〇師师长王理寰，共6個團，暂30师师长张儒彬
    - 東北第一縱隊、東北第二縱隊，共12個團
- 第九兵團司令：廖耀湘  參謀長：楊琨
  - 國民革命軍新編第一軍 軍長：潘裕昆 副军长：文小山，参谋长：呈时杰
    - 下轄第五十師师长杨温、新編第三十師师长文小山、暫編第五十三師师长许赓扬，共9個團

  - 國民革命軍新編第六軍 軍長：李濤 副军长：刘建章，参谋长：黄有旭
    - 下轄第169师师长张羽仙、新編第二十二師师长罗英、暫編第六十二師师长刘梓皋，共9個團

  - 國民革命軍新編第三軍 軍長：龙天武，副军长：杨昆，参谋长：李定陆
    - 下轄第十四師师长许颖、第五十四師师长宋邦纬、暫編第五十九師师长梁铁豹，共9個團

  - 國民革命軍第四十九軍 軍長：鄭庭芨 副军长：陈衡，参谋长：周声复
    - 下轄第二十六師、第七十九師师长陈衡、第一〇五師师长邹玉桢，共9個團

  - 國民革命軍第七十一軍 軍長：向鳳武 副军长：熊新民，参谋长：王多年
    - 下轄第八十七師师长黄炎、第八十八師、第九十一師师长戴海容，共9個團
- （援锦兵团、東進兵團）第十七兵团 司令：侯镜如 副司令：刘春岭，参谋长：张伯权
  - 國民革命軍第六十二軍 军长：林伟俦，副军长：张琛，参谋长：谢义。
    - 辖67师、151师、157师）

  - 国民革命军第三十九军 军长王伯勋 副军长：程鹏，参谋长：张季。 10月10日由煙台海運葫蘆島
    - 辖103师师长曾元三、147师师长张家宝

  - 國民革命軍第九十二軍軍長：侯鏡如
    - 下轄第二十一師师长李荻秋/张伯权、第五十六師、第一四二師，共9個團

  - 独立21师
  - 独立95师（赵子龙师）师长朱致一
- 國民革命軍第五十二軍 軍長：劉玉章 副军长：平尔鸣，参谋长：廖传枢
  - 下轄第二師师长平尔鸣/尹先甲/郭永和、第二十五師师长李运成、暫編第五十四師，共9個團
- 青年軍第二〇七師 師長戴朴，副师长：赵侠，参谋长：黄定兴 後擴編為國民革命軍第六軍，戴朴任副軍長代軍長
  - 下轄第一旅旅长李定一、第二旅旅长王启瑞、第三旅旅长许万寿，共6個團
- 長春綏靖公署(略)[1]:17
- 新編騎兵司令部 司令官：徐梁 副司令王昭堃 参谋长关邦杰
  - 新編騎兵第一旅旅长关邦杰（兼） 副旅长刘余三 参谋长刘景毅
    - 整编騎兵第一团团长乌古廷
    - 整编騎兵第二团团长张周荣

  - 新編騎兵第二旅旅长张志恒 副旅长于维洲 参谋长谷俊峰
    - 整编騎兵第三团团长张维国
    - 整编騎兵第四团团长包善一

  - 新編騎兵第三旅旅长李荣春 副旅长马尚武 参谋长华显珍
    - 整编騎兵第五团团长金殿友
    - 整编騎兵第六团团长杨庆和
- 瀋陽警備司令部：警备司令胡家驥（黄埔五期工兵科，原为第88师师长）。1948年8月由沈阳防守司令部改称。
  - 沈阳警备司令部稽查处：负责肃奸、防谍、保密、镇压学潮、破坏地下党。处长崔志光、夏松。处本部设秘书室、督察室、情报科、司法科、总务科，并附设一个特种拘留所(即爱国青年训导第三总队第十五中队）。下辖十个情报组。
  - 沈阳守备第一总队：1947年冬陈诚为了巩固沈阳城防，将沈阳市的3个保安地方团扩编为沈阳守备总队（按步兵师的编制)，由青年军第207师师长罗又伦负责整训。罗由207师调来周仲达（黄埔七期）任总队长、副总队长梁仲宇（黄埔四期、陆大八期辽宁省人），参谋长黄普隆，黄埔十三期的栗云龙、陈渡人、王蜀玉（王叔宇）分任第一、二、三团团长。[21]连以下军官及士兵多系前方溃散逃沈官兵，军事技术熟练，沈阳为后勤补充基地武器装备配备容易，于1948年夏季对营、连以下的制式教育和战斗训练基本完成。第三团团部驻北陵东北大学附近营地，全团整训。1948年10月25日入夜东北剿总的命令沈阳守备总队立即改编为新八军第23师，师部及直属队率第一、二两团立即开赴抚顺接替青年军第207师第一旅防务，第三团开赴本溪接替青年军207师第6团防务，星夜出发，不得延误。到抚顺的不足3000人，加上抚顺地方保安交警及游击武装，驻抚敌军总数近5000人，一部驻扎在抚顺西郊，一部在浑河北岸城区东侧高尔山，依托地形和工事据守，预备队则在浑河南岸城区。第三团防地全在本溪、河南平顶山、石灰山一带，团指挥所驻平顶山麓南宫，10月28日向安东军区独立第一支队（司令员赵国泰、政委王屏率3个团和1个警卫营）投诚。1948年10月31日东北人民解放军独立第十师（师长赵东寰，副政委蔡明，副师长邓忠仁，参谋长王玉峰，政治部主任江腾蛟）以第二十八团（团长段志清、政委杜西书）担任主攻，在抵达市内横跨浑河的大桥——永安桥后，第二十九团（团长赵炳安、政委汪砺锋、参谋长李纪文）作为生力军加入战斗，继续向南突击，不给敌喘息之机，第三十团为预备队。至晨7时，仅用7个小时结束抚顺战斗，全歼沈阳守备总队第一师，毙伤敌500余人，生俘其师长周仲达、参谋长黄普隆、政训主任罗学琇等1700余人，缴获各种炮32门，轻重机枪237挺，长短枪3000余枝，汽车14辆，市区西部方晓屯一带缴获弹药仓库1座、两火车皮白面粉、3火车皮棉装、还有1车皮饼干烟糖。
  - 沈阳守备第二总队，总队长秦祥征。1948年3月组建沈阳特别市民众自卫总队。1948年5月改编为沈阳守备第2总队。
- 东北守备第一总队，总队长彭定一，驻守铁岭。
- 东北守备第二总队，总队长毛芝荃（原为第五十三军第116师少将副师长）、副总队长佟道、参谋长胡大谟。1947年7月中旬第116师在铁岭县北威远堡门被全歼，以东北守备第二总队作为整训、补充部队。1948年11月1日上午9时向东野二纵第5师第14团“火线投诚”。
- 松北五省绥靖区（松北綏靖公署）：总司令马占山
- 辽东师管区 少将司令赵锡庆，少将参谋长张耀军
  - 辽北团管区，司令郑殿起
  - 安东团管区，司令康永阜
  - 新民团管区，司令张松林
- 辽北师管区少将司令郑殿起，少将副司令文肖麟，少将参议赵明德
- 吉林师管区 司令李寓春
  - 长春团管区，司令李树桂
  - 永吉团管区，司令周振声
- 空军第一军区司令张廷孟
  - 空军高射炮兵第六团（沈阳）团长李平球
  - 沈阳机场 指挥官于连云。
- 海军第一舰队，司令梁序昭